# Гоше де Шатильон (сеньор де Донзи)
Гоше де Шатильон (фр. Gaucher de Châtillon; ок. 1223 — 25 апреля 1250) — сеньор де Донзи, де Кон-сюр-Луар, де Шатель-Сенсуар, де Сен-Эньян и де Монмирай с 1225, сеньор де Монже и де Бруаньи с 1226, сеньор де Донзи, граф де Мортен с 1241, сын Ги I (IV) де Шатильона, графа де Сен-Поль, и Агнес, дамы де Донзи.

## Биография
После смерти матери, Агнес де Донзи, в 1225 году, Гоше унаследовал владения матери, регентом которых был его отец, Ги IV де Шатильон, который, однако, сам умер в следующем, 1226 году. Гоше был ещё мал, поэтому часть владений Ги, в том числе графство Сен-Поль, перешло к брату Ги IV, Гуго I. За Гоше остались только Монже, Бруаньи, а также наследство матери — сеньории Донзи, Кон-сюр-Луар, Шатель-Сенсуар, Сен-Эньян и Монмирай.
Опекуном Гоше стала его бабушка по матери, Матильда (Маго) I де Куртене, графиня Невера, Осера и Тоннера, которые должен был унаследовать Гоше после её смерти. В декабре 1236 года Гоше был обручён с Жанной Французской, дочерью Филиппа Юрпеля, сына короля Филиппа II Августа. Брак был заключён не позднее 1241 года. Жанна владела графствами Клермон-ан-Бовези, Омаль и частью графства Мортен.
В 1248 году Гоше в армии короля Людовика IX отправился в Седьмой крестовый поход. Вместе с Гоше отправился также муж его сестры, Аршамбо IX де Бурбон-Дампьер, который умер в 1249 году на Кипре, а также его дядя, Гуго I де Шатильон, граф де Сен-Поль, и дальний родственник Гоше де Шатильон-Отрэш. В июне армия крестоносцев высадилась в Египте, где захватила Дамьетту, причем при захвате погиб Гоше де Шатильон-Отрэш.
Во время крестового похода Гоше участвовал в походе на Каир, закончившийся битвой при Эль-Мансуре, после которой армия крестоносцев была вынуждена отступить к Дамьетте. Гоше остался в отряде, который прикрывал отступление. 6 апреля 1250 года около Фарискура на отряд напали мамелюки. В завязавшемся бою Гоше был убит.
Детей у Гоше не было, в результате его владения унаследовала сестра Иоланда.

## Брак и дети
Жена: с 1241 Жанна Французская (1219 — 14 января 1252), графиня де Клермон-ан-Бовези, д'Омаль, де Мортен и де Домфрон, дочь Филиппа Юрпеля, графа де Клермон-ан-Бовези, и Матильды де Даммартен, графини Булони. Детей не было.